# Université du Sud de la Somalie
L'université du Sud de la Somalie (en anglais : University of Southern Somalia ou USS) est une université privée somalienne située à Baidoa, dans le Sud-Ouest du pays.